# Ritu Dalmia
Ritu Dalmia (Calcuta, 1973) es una chef y restauradora india, activista de los derechos LGBT, que fue reconocida con la Orden de la Estrella de la Solidaridad Italiana.

## Trayectoria
Nació en Calcuta en una familia de empresarios Marwaris. Se unió al negocio familiar de piedra de mármol a los 16 años. Su trabajo la llevó a Italia en busca de suministros, donde desarrolló un gusto por la cocina italiana y comenzó a aprender más sobre ella. En 1993, con 22 años, Dalmia abrió su primer restaurante, 'MezzaLuna', en Hauz Khas Village, Delhi, que se especializaba en cocina mediterránea.
En 1996, Dalmia se mudó a Londres, donde abrió el primer restaurante indio de alta cocina en King's Road, con su socio Andy Verma. En el año 2000, se asoció con Gita Bhalla para abrir el restaurante italiano 'Diva' en Greater Kailash II, que se convirtió en un restaurante popular en Delhi.
Además de la cafetería del Centro Cultural Italiano de la Embajada de Italia en Chanakyapuri, Delhi, también ha dirigido 'Diva Café' en Greater Kailash I, 'Latitude 28' en la Alliance Francaise, Delhi y 'DIVA Piccola' en el pueblo de Hauz Khas. Además, montó un negocio de catering.
En 2007, se convirtió en la presentadora de la serie de televisión "Italian Khana" en NDTV Good Times. En 2009, publicó un libro de cocina con el mismo nombre. El programa duró tres temporadas y ganó varios premios de televisión. Ha sido chef consultora en Divattra, el restaurante spa del Ashok Hotel en Delhi.
En 2012, publicó Travelling Diva: Recipes from around the World, que incluye sus recetas favoritas de las cocinas europea, asiática y de Medio Oriente.
Otros restaurantes de la compañía son 'Latitude 28' y 'Cafe Diva'. Presentó durante tres temporadas un programa de cocina para televisión, 'Italian Khana', para NDTV Good Times, en 2009 publicó su primer libro de cocina con el mismo nombre. El 2 de febrero de 2012 comenzó a presentar Travelling Diva en NDTV Good Times.
Dalmia declaró ser lesbiana. Como activista de los derechos LGBT, en junio de 2016, Dalmia y otros cinco miembros de la comunidad LGBT, presentaron una petición judicial ante la Corte Suprema de la India impugnando el artículo 377 del Código Penal de la India. Esto dio lugar a la sentencia de 2018 en el caso Navtej Singh Johar y otros contra la Unión de la India, en la que la Corte Suprema declaró por unanimidad que dicha ley era inconstitucional "en la medida en que penaliza la conducta sexual consentida entre adultos del mismo sexo".

## Reconocimientos
En diciembre de 2011, el Gobierno de Italia le concedió la Orden de la Estrella de la Solidaridad Italiana.

## Obra
- Italian Khana. Random House, India, 2009. ISBN 8184000219.
- Italian Khana: Dinner Party. Random House, India. ISBN 8184001029.
- Italian Khana: Desserts. Random House, India. ISBN 978-81-8400-103-7.
- Italian Khana: Vegetarian. Random House, India. ISBN 978-81-8400-101-3.
- Travelling Diva: Recipes from around the World, Hachette India 2012. ISBN 9789350092811
- DIVA Green, Hachette India 2014. ISBN 9789350092811